# Anna Deavere Smith
Anna Deavere Smith (Baltimora, 18 settembre 1950) è un'attrice statunitense.

## Biografia
Inizia la sua carriera nel 1982, ma la sua fama arriva nel 1993 col film Philadelphia con Tom Hanks e Denzel Washington. Nel 1994 è stata candidata a un Tony Award alla miglior attrice protagonista per la sua interpretazione nello spettacolo teatrale Twilight: Los Angeles, 1992.
Ha recitato in varie serie televisive, tra cui West Wing Nurse Jackie e For The People.
È anche professoressa di Arte presso l'Università di Stanford.

## Filmografia

### Cinema
- Soup for One, regia di Jonathan Kaufer (1982)
- Unfinished Business, regia di Viveca Lindfors (1987)
- Dave - Presidente per un giorno (Dave), regia di Ivan Reitman (1993)
- Philadelphia, regia di Jonathan Demme (1993)
- Il presidente - Una storia d'amore (The American President), regia di Rob Reiner (1995)
- Twilight: Los Angeles, regia di Marc Levin (2000)
- La macchia umana (The Human Stain), regia di Robert Benton (2003)
- The Manchurian Candidate, regia di Jonathan Demme (2004)
- Nickname: Enigmista (Cry_Wolf), regia di Jeff Wadlow (2005)
- Rent, regia di Chris Columbus (2005)
- The Kingdom, regia di Peter Berg (2007)
- Rachel sta per sposarsi (Rachel Getting Married), regia di Jonathan Demme (2008)
- Copia originale (Can You Ever Forgive Me?), regia di Marielle Heller (2018)
- Flora & Ulisse (Flora & Ulysses), regia di Lena Kahn (2021)
- Stai con me oggi? (Here Today), regia di Billy Crystal (2021)
- Ghosted, regia di Dexter Fletcher (2023)

### Televisione
- La valle dei pini (All My Children) – serial TV (1983)
- American Playhouse – serie TV, episodio 11x01 (1993)
- The Practice - Professione avvocati (The Practice) – serie TV, 4 episodi (2000)
- West Wing - Tutti gli uomini del Presidente (The West Wing) – serie TV, 20 episodi (2000-2006)
- 100 Centre Street – serie TV, episodio 1x15 (2001)
- Presidio Med – serie TV, 4 episodi (2002)
- Expert Witness, regia di John McNaughton – film TV (2003)
- Life Support, regia di Nelson George – film TV (2007)
- Nurse Jackie - Terapia d'urto (Nurse Jackie) – serie TV, 80 episodi (2009-2015)
- For The People- serie TV,10 episodi (2018-in corso)
- Inventing Anna - miniserie TV, 9 episodi (2022)

### Teatro
| Anno       | Titolo                                                                 | Ruolo                        | Locale                                                             | Note                                           |
| ---------- | ---------------------------------------------------------------------- | ---------------------------- | ------------------------------------------------------------------ | ---------------------------------------------- |
| 1974       | Horatio                                                                | The savage                   | American Conservatory Theater                                      |                                                |
| 1976       | Alma, the Ghost of Spring Street                                       | Marie Laveau                 | La MaMa Experimental Theatre Club                                  |                                                |
| 1980       | Mother Courage and Her Children                                        | Kiowa woman / Their children | New York Shakespeare Festival                                      |                                                |
| 1982–83    | On the Road                                                            |                              | Clear Space Theatre Berkeley Repertory Theatre                     |                                                |
| 1983       | The Merry Wives of Windsor                                             | Mistress Quickly             |                                                                    | Off-Broadway                                   |
| 1983       | A Birthday Party and Aunt Julia's Shoes                                |                              | Ward-Nasse Gallery                                                 | Original poems                                 |
| 1983       | Tartuffe                                                               | Doreen                       | Geva Theatre Center                                                |                                                |
| 1984       | Charlayne Hunter Gault                                                 |                              | Ward-Nasse Gallery                                                 |                                                |
| 1984       | Aye, Aye, Aye, I'm Integrated                                          |                              | The American Place Theatre                                         |                                                |
| 1985       | Building Bridges, Not Walls                                            |                              | National Conference of Women and the Law                           |                                                |
| 1986       | On the Road, ACT                                                       |                              | American Conservatory Theater                                      |                                                |
| 1988       | Voices of Bay Area Women                                               |                              | Phoenix Theatre, San Francisco American Conservatory Theater       |                                                |
| 1988       | Chlorophyll Post-Modernism and the Mother Goddess / A Conversation     |                              | Hahn Cosmopolitan Theatre                                          |                                                |
| 1992       | Fires in the Mirror                                                    | Vari                         | The Public Theater                                                 | Autrice; monologo                              |
| 1994       | Twilight: Los Angeles, 1992                                            | Vari                         | Cort Theatre                                                       | Autrice; monologo                              |
| 1997, 1999 | House Arrest                                                           |                              | Arena Stage Mark Taper Forum                                       | Autrice                                        |
| 2008       | The Arizona Project                                                    | Vari                         | Herberger Theater Center                                           | Autrice; monologo                              |
| 2008–10    | Let Me Down Easy                                                       | Vari                         | Long Wharf Theatre American Repertory Theater Second Stage Theatre | Autrice; monologo                              |
| 2014       | On Grace                                                               | Vari                         | Harris Theater                                                     | Autrice; collaboration with Joshua Roman       |
| 2015       | Reclaiming Grace in the Face of Adversity                              | Vari                         |                                                                    | monologo                                       |
| 2015       | Never Givin' Up                                                        |                              | The Broad Stage                                                    | monologo                                       |
| 2015       | Notes from the Field: Doing Time in Education — The California Chapter | Vari                         | Berkeley Repertory Theatre                                         | monologo                                       |
| 2016       | Notes from the Field: Doing Time in Education                          | Vari                         | American Repertory Theatre                                         | monologo                                       |
| 2016       | Notes from the Field: Doing Time in Education                          | Vari                         | Second Stage Theatre                                               | monologo Special Citation from the Obie Awards |

## Doppiatrici italiane
- Aurora Cancian in Copia originale
- Cinzia De Carolis in Inventing Anna
- Ida Sansone in Rachel sta per sposarsi
- Lorenza Biella in Nurse Jackie - Terapia d'urto
- Rita Baldini in Flora & Ulisse
- Serena Verdirosi in Philadelphia
- Susanna Javicoli in La macchia umana
- Vittoria Febbi in West Wing - Tutti gli uomini del presidente